# Slegge (gereedschap)

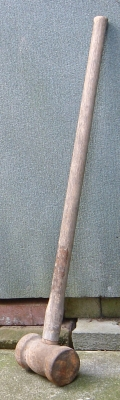
Engelse slegge

Een slegge, sleg of slei is een zware hamer met een houten of kunststof kop en een lange steel. De ronde of vierkante kop is vaak aan beide zijden versterkt met bandijzer om spijten te voorkomen. 
De hamer wordt gebruikt om rasterpalen in de bodem vast te zetten, maar ook om bijvoorbeeld splijtwiggen in te kloven boomstammen te slaan. Door de slegge met beide armen tot boven het hoofd te heffen en vervolgens te laten neerkomen kan behoorlijk wat slagkracht worden ontwikkeld. 